# ستاد حفاظت اجتماعی
ستاد حفاظت اجتماعی بخش از دستگاه غیرقانونی اطلاعات موازی در ایران است که در سال ۲۰۰۴ به دستور هاشمی شاهرودی ریاست وقت قوه قضائیه و بدون طی تشریفات قانونی، صرفاً بر اساس بخشنامه‌ای که وی ابلاغ کرده بود تأسیس شد.
جمع‌آوری اطلاعات از محلات و مناطق یکی از اهداف این ستاد اعلام شد.